# Syneuodynerus gebi
Syneuodynerus gebi är en stekelart som beskrevs av Gusenleitner 1970. Syneuodynerus gebi ingår i släktet Syneuodynerus och familjen Eumenidae. Inga underarter finns listade i Catalogue of Life.